# فيراتشيو بوزوني

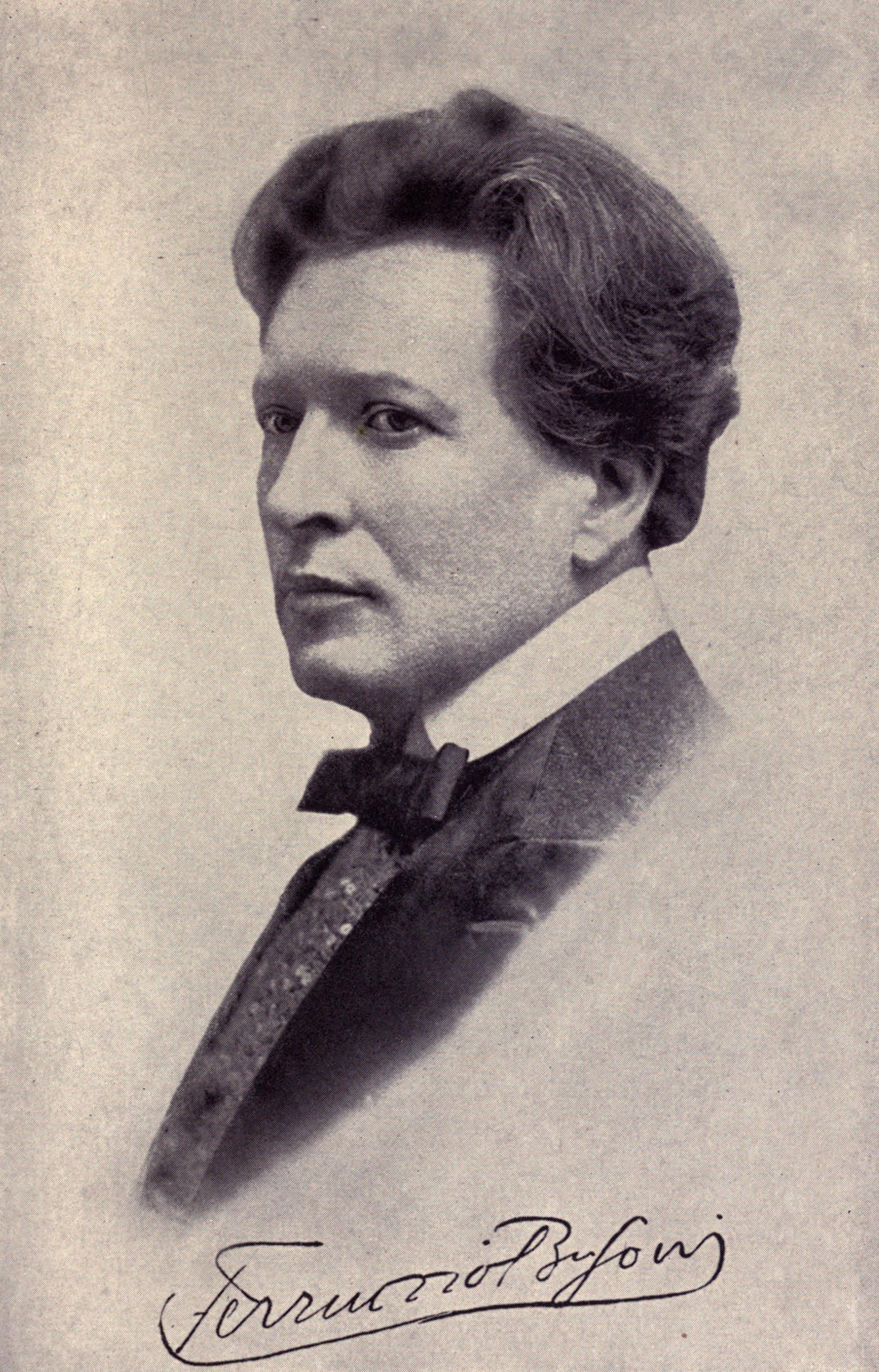
فيراتشيو بوزوني

فيراتشيو بوزوني بالإنجليزية Ferruccio Busoni (و. 1 أبريل 1866 – ت. 27 يوليو 1924) عازف بيانو ومؤلف موسيقي ومدرس من أصل ألماني إيطالي.
أحد آباء الحداثة في القرن العشرين. ولد في أسرة من الموسيقيين وقدم حفله الأول في سن السابعة وظهر أول مرة في فيينا حيث أشاد بعزفه الناقد إدوارد هانسليك في سن العاشرة. ذلك العام استقرت الأسرة في جراز حيث انشغل بالتأليف وتطوير تقنيته في عزف البيانو. سنة 1885 بناء على نصيحة من برامز ذهب إلى لايبزغ ليدرس التأليف الموسيقي مع كارل رينكه. أول توزيعاته الماهرة لموسيقى باخ ظهرت عام 1888 وفي عام 1890 فاز بجائزة روبنشتاين للكونسير شتوك منصف 31أ. بعد فترة من التدريس في نيويورك وبوسطن (1891-1894) أقام بشكل دائم في برلين حيث مكث هناك لباقي حياته باستثناء فترة قصيرة قضاها في سويسرا أثناء الحرب العالمية الأولى. أصبح شخصية محورية في الحياة الموسيقية العاصمة الألمانية وفي تطوير الحداثة، في تدريسه (تضمن طلابه كيرت فيل وإدجارد فاريز) والتوزيع الموسيقي معاصريه أمثال بارتوك ودلياس وديبوسي وسبيليوس. مقاله الذي نشر سنة 1907 بعنوان «اسكتش للناحية الجمالية في الموسيقى الجديدة» أثار جدلا مع المحافظ هانز فايتزنر الذي اعتبره مثال على «الخطر المستقبلي».
في الواقع كان بوزوني نقطة العبور التي تربط بين الأمزجة اللاتينية الجيرمانية للقرنين ال19 وال20، والقيم الحضارية للرومانسية والحداثة في موسيقاه وشخصيته. كان مؤلف مجدد بشكل ملحوظ – كتب كونشرتو البيانو الذي استغرق ساعة سنة 1904 على سبيل المثال – فطالب بكورس الرجال في حركته الأخيرة، وقدم إسهامات مثيرة لعدة أنواع بما في ذلك موسيقى الحجرة والموسيقى الأوركسترالية والأوبرا (عمله دكتور فاوست الذي لم يكمله كتب باقي العمل فيليب يارناش سنة 1995 واحد من أكثر الأعمال المسرحية الخيالية للقرن العشرين). محور إنتاجه كان موسيقى البيانو، تضم عدة مقطوعات متميزة عددها 12، وستة أعمال سوناتينا وسبعة مجلدات لمسودات موسيقى باخ (أشهرها توزيع الشاكون في مصنف ري الصغير) – الأصوات الأوركسترالية التي حققها في الكتابة للآلة ضمن أهم تراث له.

## أشهر الأعمال

### دكتور فاوست
بدأ بوزوني كتابة الليبريتو لأوبرا «دكتور فاوست» عام 1914، معتمدا ليس على قصيدة غوته لكن على مسرحية ألمانية قديمة للعرائس وعلى مسرحية كريستوفر مارلو دكتور فاوستاس. مع ذلك، المقال المكتمل دراما ما وراء الطبيعة لا شبه كبيرة بينها – إلا بخلاف أن أحداثها تدور في القرن السادس عشر – لابتكار مارلو شبه الهزلي. بعد استحضار مفيستفوليس ليساعده في الحصول على «الثروات والسلطة والشهرة» إلخ، فاوست لدى بوزوني يهرب مع دوقة بارما المتزوجة حديثا، التي يتخلى عنها حين تصير حامل لاحقا يلتقي بالدوقة المعدمة وهي تحمل جثة طفلهما صدم فاوست من المنظر، فقدم حياته مقابل أن يعيش الطفل، ومع موت فاوست، وهو يتحدى الله والشيطان معا، ينهض رجل شاب من جثة طفله.
بعد وفاة بوزوني أكملها فيليب يارناش، تعد الأوبرا عمل يملك قوة واسعة تواجه تعقيدات أسطورة فاوست بشكل أكمل من أي معالجة أوبرالية أخرى لها. رغم كتباتها في قالب كلاسيكي صارم، توزيعها مبتكر، والأجزاء الصوتية شديدة الكروماتية تضفي القالب الصارم بطابع حسي اجتياحي لا نجده في أي عمل آخر كتبه بوزوني للمسرح. النص صعب والأوبرا تتطلب الاستماع المتكرر حتى تترك الأفكار واللايتموتيف أي أثر لكن مثلما الحال مع الكثير من الأوبرات التقدمية للقرن العشرين يحصد الأثر ثماره..

### كونشرتو البيانو والأوركسترا
«كونشرتو البيانو والأوركسترا» لبوزوني ابتكار كبير، يتطلب من عازف بيانو العزف تقريبا بشكل مستمر لأكثر من ساعة – وفي الحركة الأخيرة – يتصارع مع كورس من الرجال إضافة إلى أوركسترا عدد عازفيه 100. يظهر العمل بوزوني كمؤلف يجيد التوليف بشكل تام: ثمة قدر كبير من تأثير برامز هنا (خاصة اللحن الافتتاحي) ولجوء مستمر للإيقاعات والألحان الإيطالية التقليدية – كل من الثلاث حركات الأولى تدور حول الأغاني الشعبية، في حين تعتبر الحركة الرابعة أغنية شبه نابولية متطورة بشدة. يضم العمل ربما أكثر كتابات بوزوني السهلة والخالدة، مع ألحان عظيمة تتدفق خلال جزء البيانو وبعض أروع فقرات التوزيع. آخر عشر دقائق في الحركة الخامسة والأخيرة جميلة بشكل خاص، وتحول الموسيقى إلى الخاتمة المتألقة إنجاز ملحوظ..

## وصلات خارجية
- فيراتشيو بوزوني على موقع IMDb (الإنجليزية)
- فيراتشيو بوزوني على موقع الموسوعة البريطانية (الإنجليزية)
- فيراتشيو بوزوني على موقع ميوزك برينز (الإنجليزية)
- فيراتشيو بوزوني على موقع إن إن دي بي (الإنجليزية)
- فيراتشيو بوزوني على موقع أول ميوزيك (الإنجليزية)
- فيراتشيو بوزوني على موقع ديسكوغز (الإنجليزية)
- فيراتشيو بوزوني على موقع قاعدة بيانات الفيلم (الإنجليزية)

1. ↑  Archivio Storico Ricordi، QID:Q3621644
2. ↑  MusicBrainz (بالإنجليزية), MetaBrainz Foundation, QID:Q14005
3. ↑  NPR Encylopedia of Classical Music
4. 1 2  The Rough Guide to Classical Music